# Ciupaga

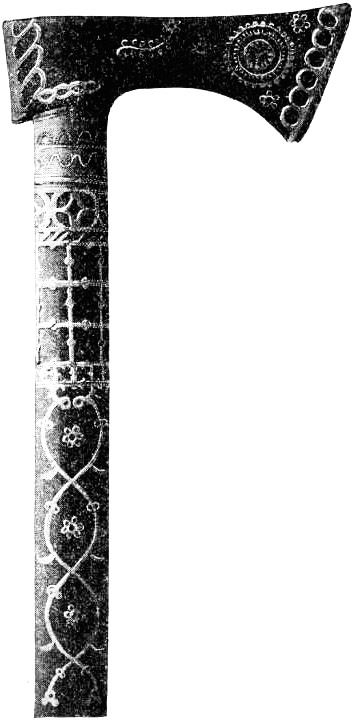
Ciupaga z Encyklopedii staropolskiej Zygmunta Glogera (1905)

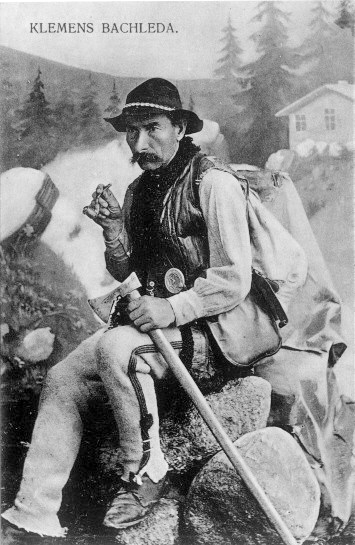
Klimek Bachleda w góralskim stroju z ciupagą

Ciupaga – laska góralska w formie siekierki o lekkim żeleźcu i wydłużonym stylisku. Ma mocno okute żeleźce, czasem z „wąsami”, pozwalające na podniesienie się na przykład w czasie wspinaczki albo zadanie ciosu.

## Charakterystyka
Ciupaga jest nieco podobna do czekana, który jest kategoryzowany jako drzewcowa biała broń obuchowo-sieczna. Etymologia nazwy wywodzi się od czasownika „ciupać”, czyli rąbać. Zatem ciupaga to narzędzie do rąbania. Polski etnograf i historyk Zygmunt Gloger wywodził ciupagę od popularnej w średniowieczu siekiery bojowej. Ciupaga była także używana jako broń, walczono nią wręcz i rzucano na odległość, na przykład do zwierzyny. Korzystali z niej zbójnicy, między innymi Janosik, Ondraszek, Tatar Myśliwiec. 
Ciupagi górali podhalańskich charakteryzują się żeleźcem silnie zwężonym od strony obsady i również zwężającym się ku dołowi styliskiem. Natomiast ciupagi huculskie posiadają żeleźce krótsze, bardziej zwarte, bez tak mocnego zwężenia, styliska natomiast mają zwykle jednakowy obwód na całej długości. Oba typy ciupag bywają często zdobione, zarówno okuciami trzonka, jak i ornamentami na ostrzu (zwykle kutymi lub grawerowanymi). 
Ciupaga stanowi element męskich strojów góralskich, zwłaszcza stroju podhalańskiego. Jest także ważnym elementem choreograficznym góralskich tańców ludowych. Stylizowane cztery ciupagi, ułożone w kształcie swastyki, były w okresie II Rzeczypospolitej elementami odznak pułkowych większości polskich jednostek piechoty górskiej.
Ciupagi obecnie można zakupić w sklepach z rękodziełem ludowym na terenie całej Polski. Głównym obszarem występowania tego wyrobu są obszary górskie. Popularnie dla turystów wykonywane są również ich całkowicie drewniane imitacje, nie nadające się do turystyki górskiej.